# Marco Foscarini
Marco Foscarini (Venecia, 4 de febrero de 1696 - Pontelongo, 31 de marzo de 1763) fue un poeta, escritor y estadista veneciano que sirvió como el 117.º dux de la República de Venecia desde el 31 de mayo de 1762 hasta su muerte.

## Biografía
Estudió en su juventud en Bolonia, y era activo como un diplomático, sirviendo como embajador en Roma y Turín; también se desempeñó como procurador de San Marcos durante un tiempo.
Fue sucedido como dogo por Alvise  Giovanni Mocenigo. El Liceo clásico Marco Foscarini de Venecia lleva su nombre en honor a su Historia de la literatura veneciana.